# Wolfgang Wildfeuer
Wolfgang Wildfeuer  (* 5. Mai 1611 in Falkenau an der Eger, Böhmen; † 18. März 1674 auf dem Schloss Littmitz bei Falkenau) war der erste Hauptmann zu Littmitz und zu Falkenau nach der Gegenreformation ab 1638 unter den Grafen Nostitz.

## Leben
Wolfgang Wildfeuer (auch Wolff Wiltfeyer) war ein Sohn des Falkenauer Ratsherrn, Tuchmachermeisters und Bürgermeisters Jacob Wildfeuer und seiner Frau Margaretha, geb. Lorentz.
Noch während der evangelisch-lutherischen Zeit aufgewachsen, erlebte er die Gegenreformation (1624/1625) in Falkenau mit. Als seine beiden Eltern im Herbst 1633 an der Pest verstarben, öffnete er sich für den wieder eingeführten römisch-katholischen Glauben. Als sein jüngerer Bruder Martin am 21. September 1635 in Falkenau beerdigt wurde, starb auch der als hoffnungsvoller Konvertit.
1631 übernahm Graf Johann Hartwig von Nostitz die Herrschaft Falkenau und setzte danach den jungen und gebildeten Wildfeuer zunächst als Amtmann auf dem Schloß zu Littmitz unweit Falkenau ein. Dort erhielt er auch den Titel herrschaftlicher Jagdbegleiter und Troßführer. Wildfeuer hat die Wiedereinführung des katholischen Glaubens in Amt und Herrschaft Falkenau im Sinn des Grafen Nostitz gefördert.
Ab 1662 wurde er zum Hauptmann in Falkenau ernannt, blieb aber auf dem Schlosse Littmitz wohnen.
Von seiner Hand stammt das Untertanenverzeichnis von 1651 für Littmitz mit Schloß, Meierhof und Schäferei, sowie die Dorfschaften Albernhof, Wintersgrün, Granesau, Schwarzenbach, Kösteldorf, Grünlas, Roßmeißl, Doglasgrün, Grießbach und Dotterwies.
Er ist Stammherr der Familie Wildfeuer in Falkenau, die dort ab 1573 mit Hans Wildfeuer bis 1945 nachweisbar ist.